# Plotornis
Plotornis — викопний рід буревісникоподібних птахів родини альбатросових (Diomedeidae), що існував в олігоцені в Європі. Викопні рештки птаха знайдені у Франції та Італії.

## Види
- Plotornis delfortrii Milne-Edwards 1874
- Plotornis graculoides Portis 1884